# VéloSoleX 3800

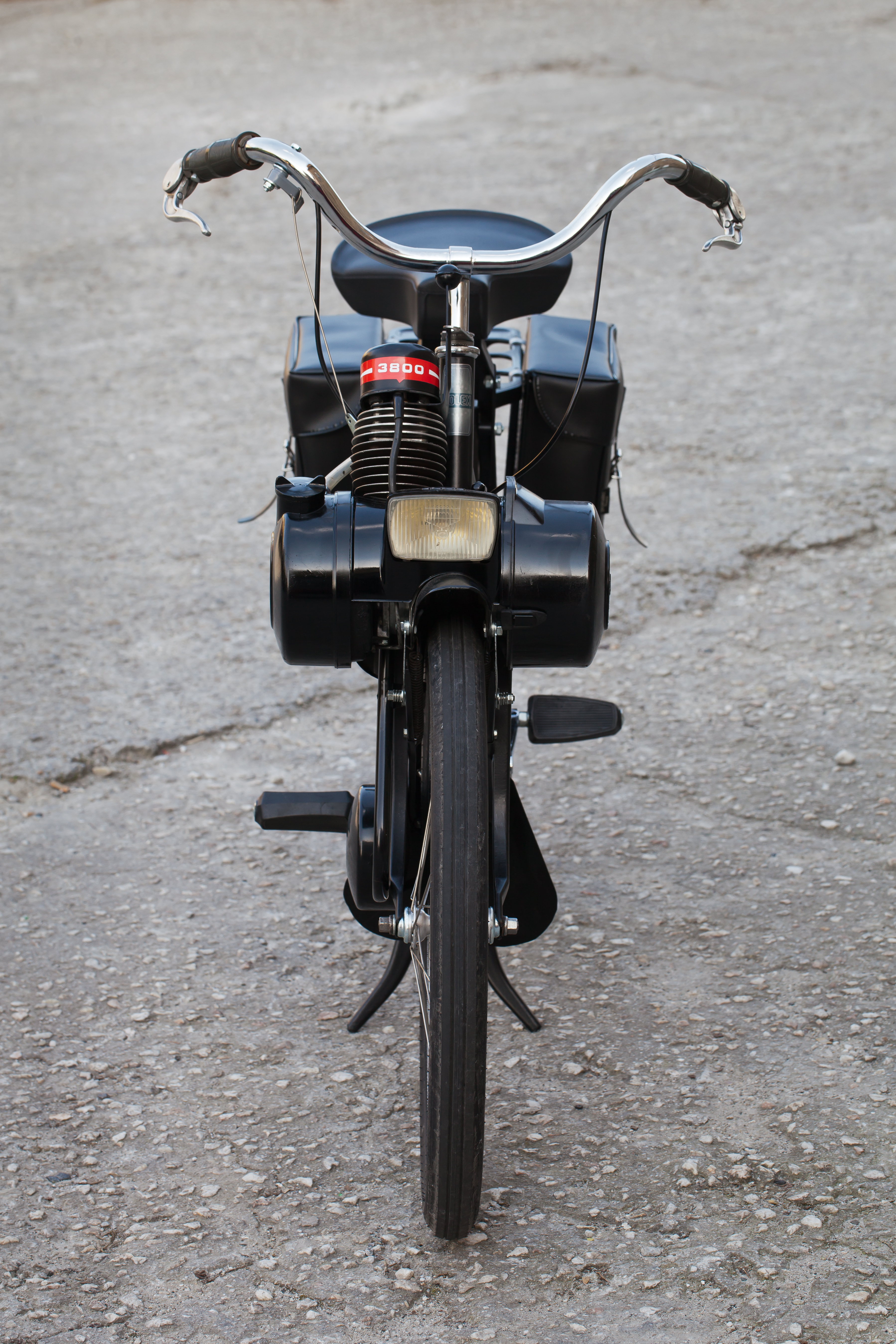
VéloSoleX 3800

Le VéloSoleX 3800 est le plus célèbre modèle de VéloSoleX. Il est apparu en 1966 et son prix de vente est de 373 francs. Il remplace alors le VéloSoleX 3300 et est produit jusqu'en 1988.

## Historique
- 1966 : début de la production.
- 1967 : le réservoir en tôle laisse place à un modèle en plastique.
- Mai 1968 : apparition de la poignée tournante avec came qui permet de ralentir sans freiner[1],[2]. Des Solex 3800 de couleur, dits « luxe », sont disponibles en bleu, blanc et rouge.
- 1969 : les poignées changent de couleur et deviennent grises.
- 1971 : arrêt de production des 3800 couleur.
- 1972 : disparition du bandeau autocollant du capot de filtre à air.
- 1974 : rachat par Motobécane.
- 1983 : rachat de Motobécane par Yamaha ; par la suite, les derniers 3800 deviennent MBK.
- 1988 : arrêt de la production.

## Caractéristiques[3]
- Poids à vide : 28,5 kg.
- Cylindrée : 49,9 cm³.
- Puissance : 0,795 ch.
- Réservoir : 1,5 litre.
- Vitesse maximale : 25 à 35 km/h. selon le pays.
- Rapport puissance/litre : 16,327 ch/litre.